# Bombaxsläktet
Bombaxsläktet (Bombax) är ett växtsläkte familjen malvaväxter med 10 arter som förekommer i tropiska Asien. Tidigare räknades cirka 50 arter till släktet, men många har numera förts till andra släkten.
De kallas även silkesbomullsträd, ett namn som dock även kan syfta på kapok och smörblomsträd.
De är vanligen högvuxna träd, ibland med törnar. En del av arterna har uppsvullen stam. En del arter är viktiga som virkeskälla. Frukerna består av en kapsel med läderartad eller förvedad vägg.